# Symphony X
Symphony X je americká progmetalová skupina z New Jersey založená kytaristou Michaelem Romeem v roce 1994, kdy vydala své první stejnojmenné album . Stylem hudby je Symphony X srovnatelná s ostatními progmetalovými skupinami jako jsou Dream Theater či Fates Warning. Do společnosti progmetalových skupin se zapsala zejména alby The Divine Wings of Tragedy v roce 1997 a v roce 2000 vydaným V-The New Mythology Suite. V rámci stylu je skupina dobře rozeznatelná nezaměnitelným charismatickým zpěvem Russela Allena. Tvorba Symphony X obsahuje často zpracování děl fantasy a mytologie.

## Název skupiny
Romeo vysvětlil jméno kapely v roce 2008: "Hudba, se kterou jsme přicházeli, měla klávesy a kytaru a nějaké klasické prvky, takže se objevilo slovo "Symphony" a... pak někdo řekl "Symphony X" a my jsme si řekli: "Jo, to je cool to je taková věc a 'X' je neznámá a všechny ostatní věci, které děláme."

## Historie

### Začátky (1992–1994)
V roce 1992 kytarista Michael Romeo nahrál ve svém bytě demo album, které bylo zasláno různým nahrávacím společnostem. Páska vzbudila pozornost v Japonsku s dnes již neexistující nahrávací společností Zero Corporation.V dubnu 1994 vyšla u společnosti Zero Corporation album The Dark Chapter, ve které se objevil Romeo a klávesista Michael Pinnella.

### Založení skupiny, debutové album a druhé album The Damnation Game (1994–1995)
Když se ho Zero Corporation zeptali, zda má kapelu ve stejném žánru, Romeo sehnal basistu Thomase Millera, bubeníka Jasona Rulla, zpěváka Roda Tylera a Pinella zůstal u kláves. Společně skupina nahrála demo pásku s názvem Danse Macabre někdy v roce 1994.  Není jasné, zda páska byla určena pouze pro Zero Corporation, nebo zda byla zaslána jiným gramofonovým společnostem k posouzení. Dvě písně z dema by byly nahrány pro stejnojmenné debutové album skupiny, které vydala společnost Zero Corporation v prosinci 1994.
V roce 1994 po vydání Symphony X zpěvák Rod Tyler opustil skupinu kvůli tvůrčím rozdílům a byl nahrazen současným zpěvákem Russellem Allenem, kterého Tyler předtím představil skupině. Druhé album kapely The Damnation Game vyšlo v srpnu 1995. Obě alba byla vydána v Asii prostřednictvím právě japonské společnosti Zero Corporation, a později byla vydána v Evropě na základě licence německé společnosti Inside Out Music.

### The Divine Wings of Tragedy, odchod Rulla aTwilight in Olympus(1996–1998)
V listopadu 1996 vydali album The Divine Wings of Tragedy přes vydavatelství Zero Corporation v Japonsku se pro kapelu ukázala jako úspěšná a vyvolala zájem mimo Japonsko i v širších kruzích metalové komunity. Album mělo evropské vydání v březnu 1997, přes německý label Inside Out Music. Album bylo pozitivně přijato. V rozhovoru z roku 2008 Romeo vzpomínal: "Bylo to teď, jako bychom byli skutečnou kapelou, opravdu se nám dařilo a stále více lidí tomu bylo vystaveno.“
Po vydání třetího alba bubeník Rullo opustil kapelu z osobních důvodů. Romeo později prozradil, že mezi bubeníkem Rullem a basistou Millerem bylo v té době ve skupině určité napětí. Skupina přivedla nového bubeníka Thomase Wallinga, který nahradil Rulla a nahrála čtvrté album Twilight in Olympus v roce 1998. Album vyšlo v únoru 1998 přes Zero Corporation v Japonsku a současně přes Inside Out v Evropě. Album vyšlo s příznivými recenzemi, i když Romeo od té doby vyjádřil své obavy, že album bylo „uspěcháno“  kvůli tlaku ze strany Zero Corporation. Romeo dodal: "Myslím na všechna naše alba, která nepatří k mým oblíbeným hlavně z toho důvodu - je to trochu uspěchané. Některé věci na nich nejsou takové, jaké by mohly a měly být."

### První živá vystoupení, odchod Millera a Wallinga a návrat Rulla (1998–1999)
V roce 1998 se uskutečnila první živá vystoupení skupiny, která byla organizována před vydáním čtvrtého alba. Jejich první oficiální vystoupení bylo v japonské Ósace 23. června 1998, po kterém brzy následovalo světové turné. Po počátečním běhu japonských koncertů basista Miller a bubeník Walling oba opustili kapelu kvůli neochotě koncertovat. Původní bubeník Rullo se znovu připojil ke kapele a skupina rekrutovala hostujícího basáka Andyho DeLucu, než našla stálého člena v Michaela LePonda.

### V: The New Mythology Suite, The Odesseya první turné v Severní Americe (2000–2005)
V říjnu 2000 skupina vydala V: The New Mythology Suite. Album vyšlo přes velkou nahrávací společnost Inside Out Music, která licencovala předchozí alba Symphony X pro evropská vydání a znamenalo první celosvětové vydání skupiny.  Album bylo jejich první koncepční album, zabývající se mýtem o Atlantidě. Romeo uvedl, že se skupina chtěla zaměřit na desku jako celek spíše než na nějakou konkrétní skladbu.
Kapela podpořila album evropským a jihoamerickým turné krátce po jeho vydání. První živé album kapely Live on the Edge of Forever bylo nahráno na evropské části turné v Élysée Montmartre v Paříži a vyšlo v listopadu 2001.
Šesté album nazvané The Odessey skupiny vyšlo v listopadu 2002. Je to album prominentně představující 24 minut dlouhý song homérského eposu, Odyssey. Album bylo pro kapelu obzvláště úspěšné a opět rozšířilo své publikum v mezinárodním měřítku. Album bylo opět celosvětově vydáno vydavatelstvím Inside Out Music a bylo prvním albem, které bylo celé nahráno v Romeově domácím studiu "The Dungeon". Skupina podpořila album turné po Severní Americe s Blind Guardian, což znamenalo některé z prvních vystoupení v Severní Americe pro obě kapely.
V roce 2005 byla Symphony X uvedena na letním festivalu Gigantour na jehož čele byli Megadeth, Dream Theater, Nevermore a Anthrax. Dvě písně Symphony X z turné, 'Inferno' a 'Of Sins and Shadows', jsou uvedeny na DVD a CD Gigantour, které vyšlo v září 2006.

### Paradise Lost(2006–2010)
Skupina v červnu 2007 vydala další koncepční album Paradise Lost volně inspirované stejnojmennou epickou básní Johna Miltona bylo nahráno v Romeově studiu v průběhu roku 2006. Nahrávání bylo mnohokrát zpožděno kvůli poškození vodou ve studiu "The Dungeon", a také prodloužený turistický cyklus. Album má temnější hudební témata s použitím těžkých riffů a klasických motivů. Omezený počet alb od určitých prodejců obsahoval speciální DVD, které se skládá ze záběrů živých vystoupení kapely. Album debutovalo na 123. místě v americkém žebříčku Billboard 200 a během prvního týdne se prodalo 6300 kopií. Deska také debutovala na 1. místě žebříčku Top Heatseekers Chart.
Po vydání se kapela vydala na 14měsíční světové turné, včetně turné po celé Evropě s Dream Theater na podzim roku 2007. Skupina také odhalila plány na vystoupení v Japonsku a dalších asijských zemích. Poprvé vystoupila v Rusku, Indii a na Středním východě.
28. července 2007 Symphony X vydali svůj první videoklip k písni 'Serpent's Kiss'.  Po něm následovalo video k písni 'Set the World on Fire', vydané 11. ledna 2008.  Skupina od října do listopadu 2008 cestoval po Severní a Jižní Americe a v únoru 2009 v Asii.

### AlbumIconoclast(2011–2013)
V března 2010 Symphony X oznámila, že skupina natočila většinu svého dalšího alba a, že Romeo a Allen pracují na textech. Název alba a textový koncept byly odhaleny 29. ledna 2011 v rozhovoru s Allenem na Metal Messiah Radio: následovník Paradise Lost se bude jmenovat Iconoclast a jeho texty budou soustředěny kolem "stroje přebírající vše a všechny tyto technologie jsme dali naší společnosti do značné míry náš zánik."  V únoru 2011 skupina odehrála první koncert svého turné v roce 2011 ve Stuttgartu v Německu, kde zahráli dvě písně z nadcházejícího Iconoclast: 'End of Innocence' a 'Dehumanized'. O několik dní později v belgických Antverpách debutovali s písní 'Heretic'. Během své show v Londýně kapela zahrála další novou píseň s názvem 'Prometheus'.
Album Iconoclast vyšlo v červnu 2011 přes metalové vydavatelství Nuclear Blast. Album debutovalo na 76. místě v americkém žebříčku Billboard 200 a během prvního týdne se prodalo více než 7 300 kopií. Deska také debutovala na 7. místě v Top Hard Rock Chart, na 19. místě  Top Rock Chart a na 13. místě v Top Independent Chart.  Album představuje nejvyšší pozici v žebříčku a nejvíce prodejů za první týden v historii kapely do té doby.
V únoru 2013 bylo oznámeno, že bubeník Jason Rullo byl přijat do nemocnice kvůli srdečnímu selhání. Rullo strávil týden v nemocnici, než byl propuštěn domů. Musel podstoupit rehabilitační program, který by v péči lékařů trval 3–6 měsíců. Bubeník John Macaluso se ke kapele připojil jako host na jejich jihoamerické a evropské turné, čímž dali Rullovi čas na zotavení.

### Underworlda přestávka kapely (2014–2018)
Na začátku září 2014 skupina začala nahrávat bicí stopy pro své budoucí deváté studiové album a plánovala vydat kompletní nahrávku do jara 2015. LePond uvedl, že má napsáno deset písní a že album bude obsahovat buď devět, resp. všech deset.  Také uvedl, že všechny texty a instrumentální skladby byly složeny a připraveny ke spojení a že album bude méně těžké než předchozí album: "Kdybych měl srovnávat, řekl bych, že je to kombinace The Odyssey a Paradise Lost – něco je v něm hodně klasických prvků Symphony X, které podle mě mnoho našich fanoušků několik let postrádalo, takže si myslím, že se to opravdu bude líbit skládání písní."
V prosinci 2014 bylo dokončeno nahrávání bicích, zpěvu, rytmické kytary a baskytary s klávesami, kytarovými sóly, doprovodnými vokály a některými různými úskalími budou v nadcházejících týdnech dokončeny.
18. května 2015 skupina oznámila, že název alba bude pojmenován Underworld a datum vydání byl 24. července prostřednictvím Nuclear Blast. 22. května měl premiéru první singl z alba 'Nevermore'.  Skupina vydala 19. června druhý singl 'Without You', který byl zpřístupněn k digitálnímu stažení. Skupina se po vydání alba vydala na světové turné.
Podle zpěváka Russella Allena vstoupila kapela do krátké pauzy během roku 2017 ve které nevystupovala, částečně kvůli jeho závazku ke skupině Adrenaline Mob. V červenci 2017 byla kapela Adrenaline Mob účastníkem vážné dopravní nehody, která měla za následek těžké zranění Allena, smrt basáka kapely a jejich tour manažera. Během rozhovoru v lednu 2018 bylo oznámeno, že skupina měla a plánuje se v následujících měsících sejít a začít psát pokračování Underworld. 

### Návrat na scénu a nadcházející desáté album (2019–současnost)
Symphony X se vrátila na pódia v květnu 2019 s evropským turné. V červnu 2019, Romeo řekl, že skupina zvažuje vydání svého desátého alba po uzavření jejich turné v srpnu. V prosinci 2019 kapela oznámila, že se v květnu a červnu 2020 uskuteční turné k 25. výročí založení kapely. Koncerty byly však později odloženy kvůli pandemii.
Během rozhovoru baskytaristy LePonda v květnu 2020 byl dotázán na plány pro něj a skupinu, potvrdil, že skupina je připravena začít psát desáté studiové album, které naváže na jejich album z roku 2015, Underworld.
Na začátku roku 2022 Romeo potvrdil, že psaní dalšího alba začalo. Romeo uvedl: "Pracujeme na tom, ale proces se cítí trochu pomalejší než normálně kvůli prodloužené pauze kapely a neschopnosti koncertovat kvůli pandemii."  V rozhovoru z listopadu 2022 Romeo zopakoval, že práce pokračují, ale že kapela se ještě neusadila na tématu nebo vizi nahrávky. 

## Členové

### Současní členové
- Russell Allen – zpěv (1995–dosud)
- Michael Romeo – kytary, doprovodný zpěv (1994–dosud)
- Michael Pinnella – klávesy, doprovodný zpěv (1994–dosud)
- Michael LePond – baskytara, doprovodný zpěv (1999–dosud)
- Jason Rullo – bicí (1994–1997, 1998–dosud)

### Bývalí členové
- Rod Tyler – zpěv (1994)
- Thomas Miller – baskytara (1994–1998)
- Thomas Walling – bicí (1997–1998)
- Andy DeLuca  – baskytara (host: 1998)
- John Macaluso – bicí (host: 2013)

## Diskografie
| Rok  | Název alba                  | Typ       |
| ---- | --------------------------- | --------- |
| 1994 | Symphony X                  | Studiové  |
| 1995 | The Damnation Game          | Studiové  |
| 1997 | The Divine Wings of Tragedy | Studiové  |
| 1998 | Twilight in Olympus         | Studiové  |
| 1999 | Prelude to the Millennium   | Kompilace |
| 2000 | V: The New Mythology Suite  | Studiové  |
| 2001 | Live on the Edge of Forever | Živé      |
| 2002 | The Odyssey                 | Studiové  |
| 2007 | Paradise Lost               | Studiové  |
| 2011 | Iconoclast                  | Studiové  |
| 2015 | Underworld                  | Studiové  |